# Quartel da Serra do Pilar
O Quartel da Serra do Pilar aquartelado em Vila Nova de Gaia no Mosteiro da Serra do Pilar, é um Quartel da Estrutura Base do Exército Português. Atualmente o Quartel da Serra do Pilar é constituído por várias unidades entre elas:
- Direção de Serviços de Pessoal (DSP)
- Centro de Recrutamento de Vila Nova de Gaia (CRGaia)
- Gabinete de Classificação e Seleção de Vila Nova de Gaia (GabClaSelGaia)
- Unidade de Apoio do Comando do Pessoal
- Polícia Judiciária Militar - Polo do Porto (PJM)

## Historia

### Motivação da Construção
A construção estava ligada á sua posição estratégica. Situado no alto de uma colina com vista privilegiada sobre o rio Douro e a cidade do Porto, o local tinha importância tática, principalmente durante os conflitos militares que marcaram a história de Portugal. Uma das principais razões para a sua relevância foi durante as Guerras Liberais (1832-1834), em especial durante o Cerco do Porto. Nesse período, o quartel e o mosteiro desempenharam um papel crucial, servindo como fortificação defensiva das tropas liberais lideradas por D. Pedro IV. A sua localização permitia uma ampla vista sobre o campo de batalha, sendo vital para controlar o acesso à cidade do Porto.

### Nomes e Funções
1806 - Regimento de Artilharia Nº4, extinto em 1829
1835 - Brigada de Artilharia de Montanha e Regimento de Artilharia N.º 6, futuramente transferida para Penafiel
1926 - Regimento de Artilharia Nº5
1927 - Regimento de Artilharia Ligeira N.º 5, transferido novamente para Penafiel
1939 - Regimento de Artilharia Pesada N.º 2
1975 -  Regimento de Artilharia da Serra do Pilar
1993 - Regimento de Artilharia N.º 5, sendo em 2014 transferida para Vendas Novas onde atualmente está situado.

## Arquitetura
O Mosteiro onde está implementado o Quartel é um exemplo notável arquitetura religiosa e militar em Portugal. A sua construção começou no século XVI, especificamente em 1538, e levou cerca de 100 anos para ser concluída, já que as obras se prolongaram até o início do século XVII. O mosteiro é famoso pela sua planta circular única e pela sua adaptação às necessidades defensivas no contexto histórico em que se inseriu.

### Estilo Arquitetônico
O mosteiro foi edificado no estilo maneirista (uma transição entre o renascimento e o barroco), sendo um dos exemplos mais notáveis deste estilo em Portugal. O projeto foi desenvolvido por arquitetos espanhóis, uma vez que, à época, o Reino de Portugal estava sob domínio da Dinastia Filipina (1580-1640). O maneirismo é caracterizado por formas mais sóbrias e proporcionais, abandonando a decoração exuberante do Renascimento em favor de uma simplicidade mais funcional.

### Planta Circular
Uma das características mais marcantes do Mosteiro da Serra do Pilar é a igreja circular, uma raridade em Portugal e bastante inovadora para a época. A planta circular foi inspirada no modelo do Panteão de Roma, uma referência clássica, o que dá ao edifício uma importância especial no panorama arquitetónico europeu. O uso de uma planta centralizada, com uma nave circular coberta por uma imponente cúpula hemisférica, é um traço distintivo do mosteiro.

### Cúpula
A cúpula, que se eleva acima da nave, é um dos elementos mais impressionantes do conjunto arquitetônico. A sua construção foi uma façanha técnica para a época, e a cúpula encontra-se assente sobre uma galeria circular, suportada por colunas que conferem à igreja uma sensação de grandiosidade e abertura. Além disso, a cúpula oferece uma visão interna impressionante, destacando-se também nas vistas externas, sendo visível de várias partes do Porto e de Vila Nova de Gaia.

### Classificação como Património Mundial
Devido à sua arquitetura única e à sua importância histórica, o Mosteiro da Serra do Pilar foi classificado como Património Mundial da UNESCO em 1996, como parte do conjunto do Centro Histórico do Porto. A UNESCO destacou a combinação da arquitetura religiosa com a adaptação militar do mosteiro, um testemunho da história turbulenta da região.

## Localização
O Mosteiro da Serra do Pilar está localizado em Vila Nova de Gaia, na margem sul do rio Douro, em frente à cidade do Porto, no norte de Portugal. Fica no topo de uma colina, a Serra do Pilar, que oferece uma vista privilegiada sobre o Centro Histórico do Porto, a Ponte D. Luís I, o rio Douro e os arredores. A sua localização exata é na freguesia de Santa Marinha. O mosteiro pode ser facilmente avistado de várias partes do Porto e de Gaia devido à sua posição elevada.

## Direção de Serviços do Pessoal
A Direção de Serviços de Pessoal é uma estrutura comum em várias organizações, especialmente em instituições militares ou governamentais, que tem como função principal a gestão dos recursos humanos.
No caso das Forças Armadas ou outras instituições militares, a Direção de Serviços de Pessoal desempenha um papel vital na organização dos efetivos, preparação logística de missões, controle de entradas e saídas de militares, e gestão de todo o ciclo de vida do pessoal, desde a admissão até à aposentação. Essas direções têm ainda a responsabilidade de manter atualizado o cadastro de cada militar, zelar pela segurança do pessoal, promover a saúde física e mental, e assegurar o suporte necessário para o bem-estar do pessoal em serviço e das suas famílias.

## Centro de Recrutamento de Vila Nova de Gaia
O Centro de Recrutamento de Vila Nova de Gaia é uma instituição militar responsável pelo processo de recrutamento de novos candidatos para o Exército. Este centro desempenha um papel fundamental no recrutamento e seleção de candidatos que desejam seguir uma carreira militar, garantindo que as Forças Armadas recebam pessoal qualificado e apto a cumprir com as exigências da defesa nacional.

## Gabinete de Classificação e Seleção de Vila Nova de Gaia
O Gabinete de Classificação e Seleção de Vila Nova de Gaia é uma estrutura militar que desempenha um papel importante no processo de recrutamento e admissão nas Forças Armadas Portuguesas. Este gabinete faz parte da rede de serviços de recrutamento e está focado em avaliar e classificar os candidatos que desejam ingressar nas forças armadas, garantindo que são selecionados os melhores candidatos de acordo com as necessidades de cada ramo.

## Unidade de Apoio do Comando do Pessoal
A Unidade de Apoio do Comando do Pessoal é uma estrutura militar que desempenha funções de suporte essenciais no âmbito da administração e gestão de recursos humanos das Forças Armadas Portuguesas, mais especificamente, no que se refere ao pessoal militar. Esta unidade tem como principal missão apoiar o Comando do Pessoal, que é responsável pela gestão dos recursos humanos, desde o recrutamento até à administração das carreiras, promoções e condições de serviço dos militares.

## Polícia Judiciária Militar - Polo do Porto
A Polícia Judiciária Militar (PJM) – Polo do Porto é uma divisão da Polícia Judiciária Militar em Portugal, que atua no âmbito da investigação criminal militar. Este organismo é responsável por investigar crimes que envolvem as Forças Armadas ou que tenham uma ligação direta com o meio militar, assegurando que os crimes cometidos no contexto militar sejam tratados de acordo com a legislação penal e militar.